# Kur srílanský
Kur srílanský (Gallus lafayettii) je zástupce čeledi bažantovití, blízký příbuzný kura domácího a národní pták Srí Lanky. Kohout má výrazné oranžovočervené krční závěsy (prodloužená pera na krku), dlouhou rudou chocholku se žlutou skvrnou a modročerná lesklá pera na ocase. Slípka je nenápadně hnědá s občasnými světlejšími či tmavšími flíčky. 

## Systematika
Kladogram zachycující vztahy v rámci rodu Gallus

|  | \| \| kur Sonneratův – Gallus sonneratii \| \| \| \| \| \| kur srílanský – Gallus lafayettii \| \| \| \| |
|  | |
|  | kur bankivský – Gallus gallus                                                                            |
|  | |
|  | kur Sonneratův – Gallus sonneratii                                                                       |
|  | |
|  | kur srílanský – Gallus lafayettii                                                                        |
|  | |

|  | kur Sonneratův – Gallus sonneratii |
|  |                                    |
|  | kur srílanský – Gallus lafayettii  |
|  |                                    |

|  | \| \| kur Sonneratův – Gallus sonneratii \| \| \| \| \| \| kur srílanský – Gallus lafayettii \| \| \| \| |
|  | |
|  | kur bankivský – Gallus gallus                                                                            |
|  | |
|  | kur Sonneratův – Gallus sonneratii                                                                       |
|  | |
|  | kur srílanský – Gallus lafayettii                                                                        |
|  | |

|  | kur Sonneratův – Gallus sonneratii |
|  |                                    |
|  | kur srílanský – Gallus lafayettii  |
|  |                                    |

Druh popsal francouzský přírodovědec René-Primevère Lesson v roce 1831. Jedná se o monotypický taxon, tzn. netvoří žádné poddruhy. Kur srílanský je jeden ze 4 zástupců rodu Gallus, česky kur (český název kur se nicméně používá pro více rodů). Rodové jméno gallus pochází z latiny a znamená „kur“ ; druhové jméno lafayettii je poctou francouzskému šlechtici a generálu Gilbertu du Motier, markýzi de La Fayette.
Nejbližším příbuzným kura srílanského je kur Sonneratův (Gallus sonneratii), se kterým kur srílanský tvoří sesterskou skupinu. Tyto druhy tvoří klad, jehož sesterským taxonem je kur bankivský (Gallus gallus), jehož domestikovanou formou je kur domácí (Gallus gallus f. domestica). Z rodu Gallus zbývá už jen kur zelený (Gallus varius), který se z linie rodu Gallus vydělil jako první. I přes to, že kur domácí je primárně domestikovanou formou kura bankivského, ostatní kurové z rodu Gallus včetně kura srílanského také přispěli do genetického fondu kura domácího, nicméně kur srílanský patrně jen ve velmi malé míře.

Vybraná dobová vyobrazení
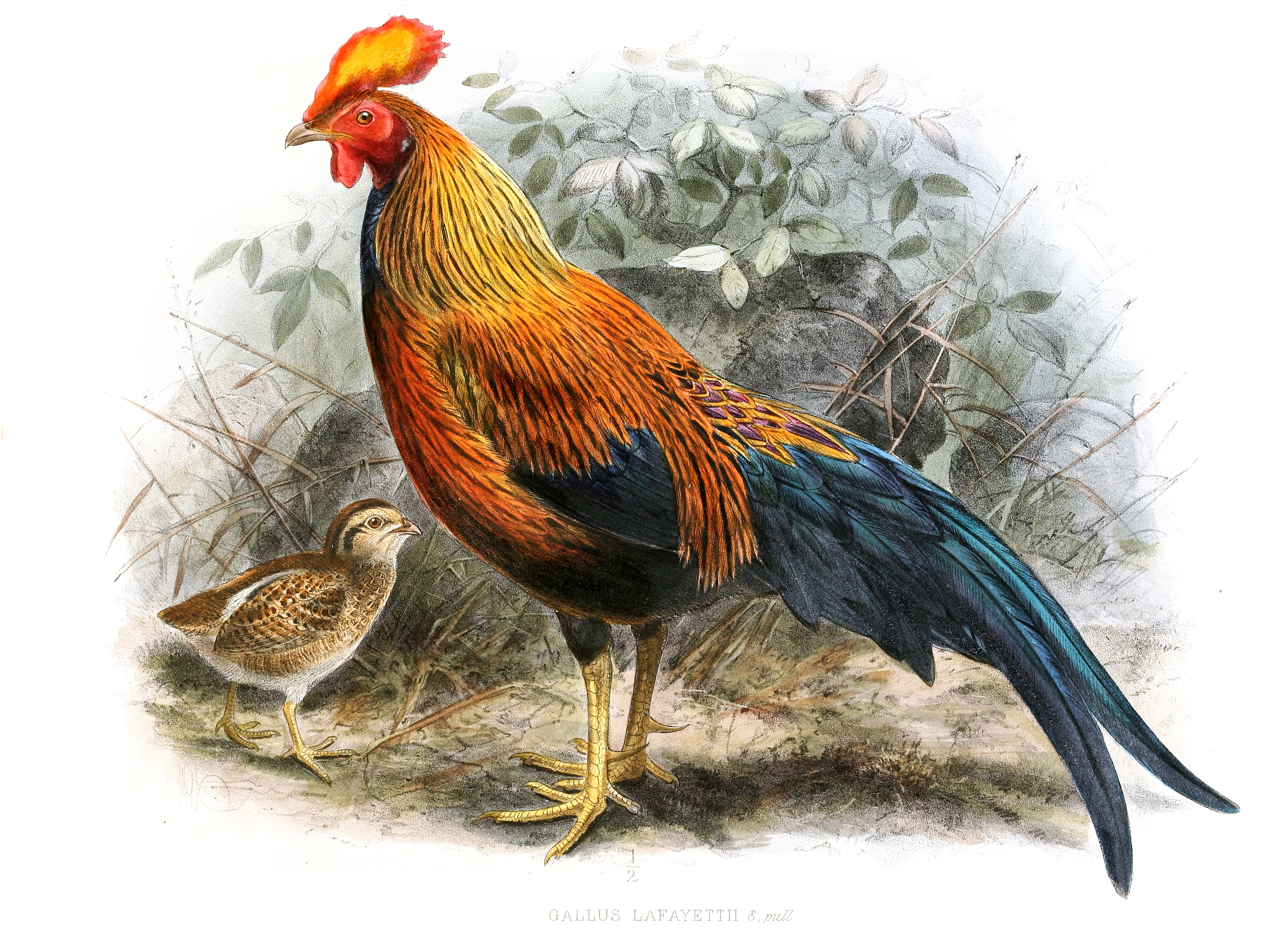
Samec a kuře (John Gerrard Keulemans, 1880)
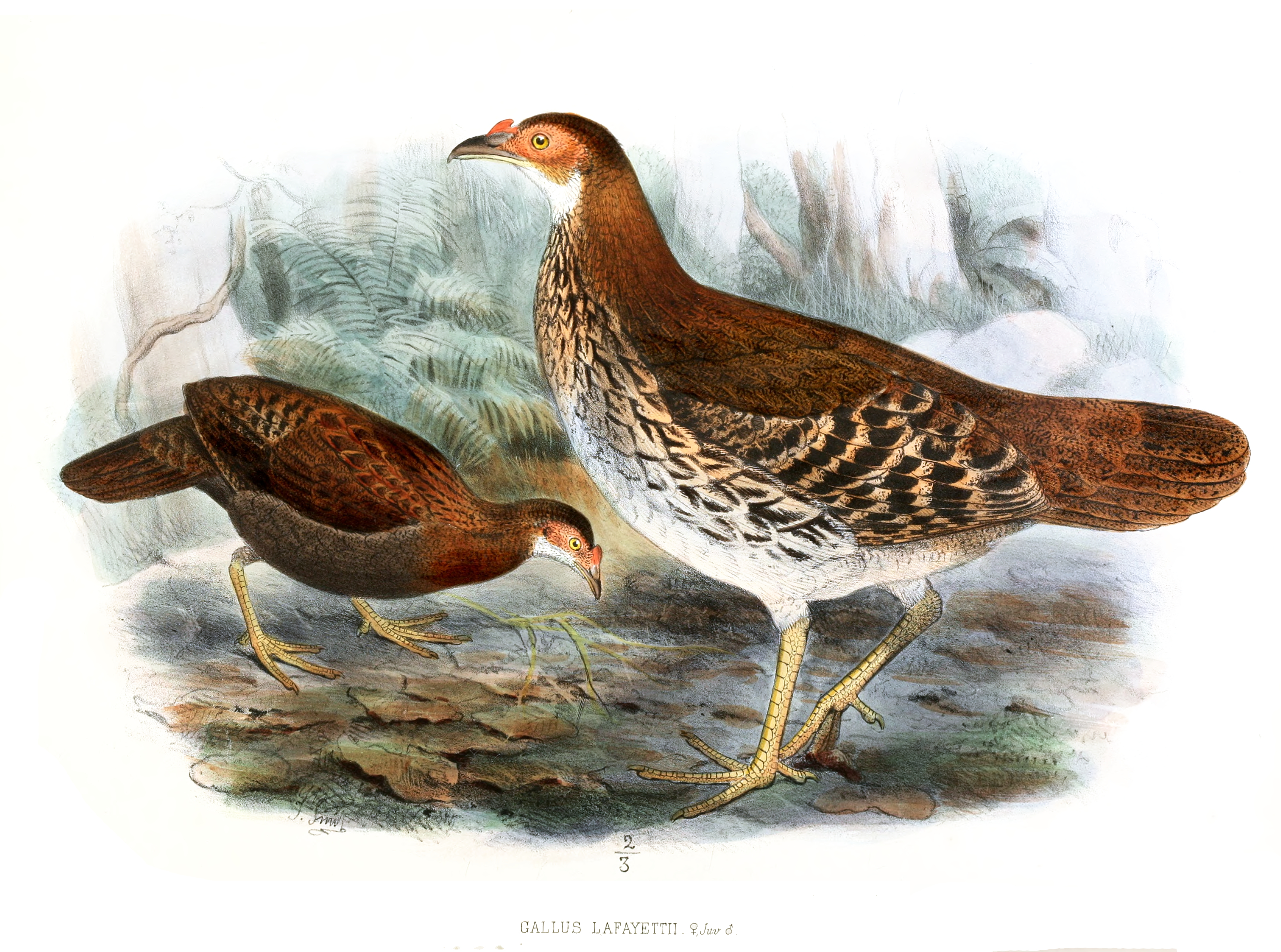
Dvě samice (John Gerrard Keulemans, 1880)
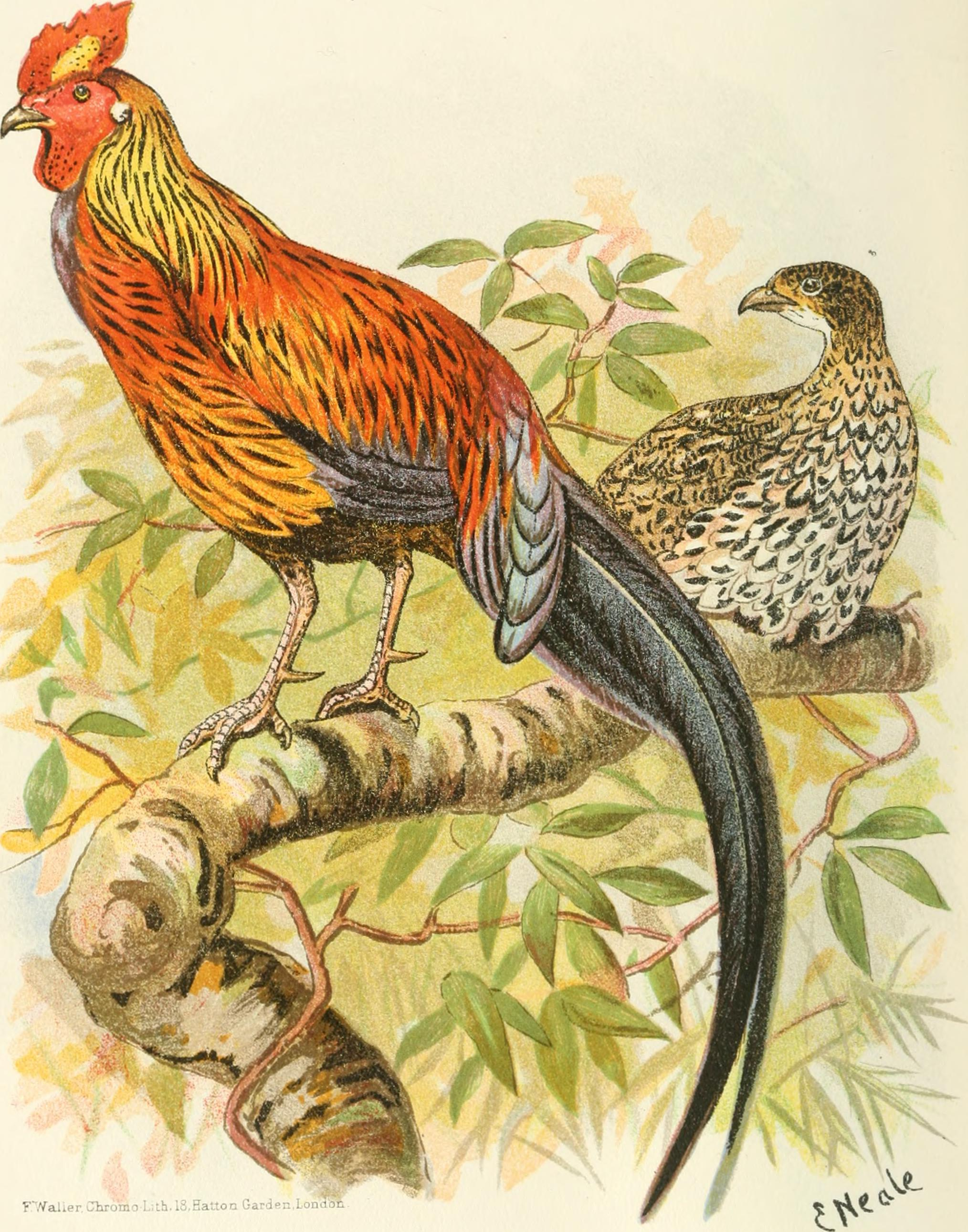
Samec (vlevo) a samice (Edward Neale, 1915)

## Rozšíření a populace
Jak už druhové jméno napovídá, kur srílanský je endemický Srí Lance, kde se vyskytuje v lesních, křovinatých i lidmi založených stanovištích (avšak vždy nedaleko lesa) do nadmořské výšky cca 2000 m n. m. Velikost populace není známa, nicméně kur srílanský bývá popisován jako místně hojný.

## Popis

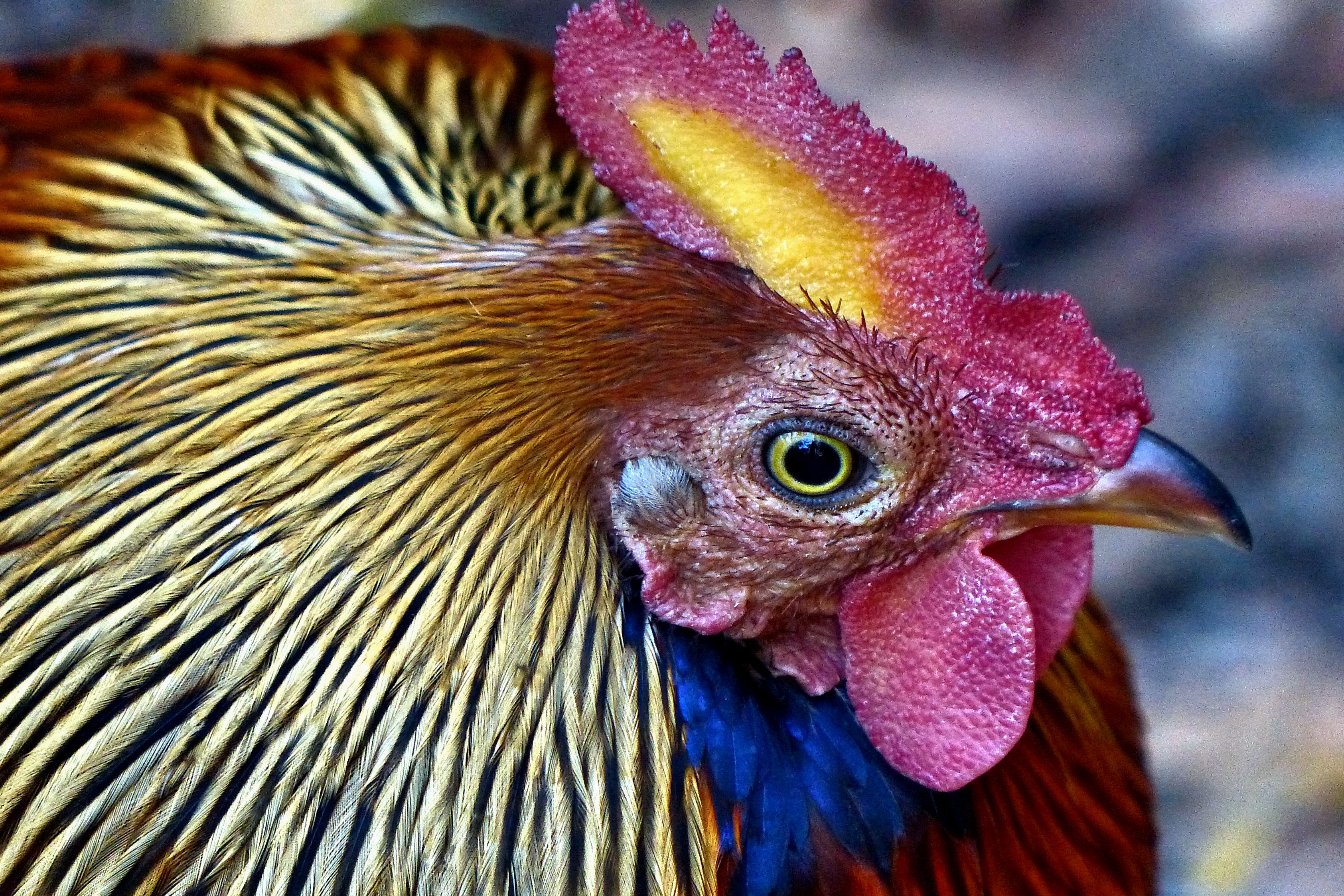
Detail hlavy samce

Podobně jako u domestikovaného kura domácí, i kur srílanský se vyznačuje silnou pohlavní dvojtvárností. Samci jsou větší než samice, mají mnohem nápadnější opeření a výrazně prodloužené kožní laloky na hlavě. Zobák obou pohlaví je nažloutle tělové barvy, běhák nahnědle žlutý až červený, přičemž nejsytější rudé barvy dosahuje u hnízdících samců. K záměně s jiným druhem ptáka může dojít jen těžko, jelikož se jedná o jediného zástupce rodu Gallus na Srí Lance; v úvahu připadá jen záměna s kurem domácím.
Pro samce je typický výrazný červený, jemně zubatý hřeben se žlutou skvrnou uprostřed, prodloužené krční laloky a tváře pokryté červenou kůží. Většina peří na těle je značně prodloužená a tvoří tzv. závěsy. Horní polovina těla je červenooranžová, ocas a křídla jsou tmavě fialová až černá. Duhovky jsou žluté až oranžovožluté. Samec dosahuje délky 66–72 cm, křídlo je dlouhé 216–240 mm, ocas 230–400 mm, běhák 69–82 mm. Váha se pohybuje v rozmezí 790–1140 g.
Opeření samic je převážně hnědé, do bíla na břichu, spodních krovkách ocasních a na bocích. Letky i krovky jsou výrazně pruhovány žlutohnědou, červenohnědou a hnědočernou. Ocas je červenohnědý s černým pruhováním. Laloky u samice jsou redukovány do té míry, že skoro až chybí, přítomná je pouze růžová kůže na neopřených tvářích a na krku. Duhovky jsou hnědé. Samice dosahuje délky kolem 36 cm, křídlo je dlouhé 170–180 mm, ocas 118 mm, běhák 57–63 mm. Váha se pohybuje kolem 510–625 g. Nenápadné zbarvení samic jim dobře slouží splynout s okolím v době sezení na vejcích.

## Biologie
Kurové srílanští žijí primárně na zemi. Ke krátkým letům u nich dochází pouze v případě vyrušení, úprku před nebezpečím nebo v případě hledání vhodného bidla pro hřadování. Většinu času tráví na zemi sbíráním potravy, ke které se dostávají prohrabáváním zemního substrátu. Živí se různými semeny, hmyzem i spadlým ovocem. Ke sbírání potravy dochází nejčastěji časně zrána nebo navečer, zvláště po dešti. Kohout vydává hlasité čiok čau čojik, přičemž ik je výše položené. Slípka vydává kvočné, kovové kuikuk kuikukuk. Pohybuje se většinou v páru, mladí kohouti se někdy sdružují do menších skupinek. Zatímco samce je relativně snadné spatřit, samice jsou plaché a drží se zkrátka. Inkubuje pouze samice. Po vyklubání se ptáčata zdržují v těsné blízkosti matky.
Doba hnízdění nastává nejčastěji mezi únorem a květnem, avšak k zahnízdění může dojít i v dalších měsících, pokud nastanou příhodné podmínky. Hnízdí na zemi, pod spadlými kmeny stromů nebo v dutinách starých pařezů do 4 m nad zemí. Hnízdní materiál tvoří uschlé listy. Samice klade 2–5 světle krémových vajec s jemným hnědým a fialovým tečkováním. Doba inkubace v zajetí se pohybuje kolem 20–21 dnů.

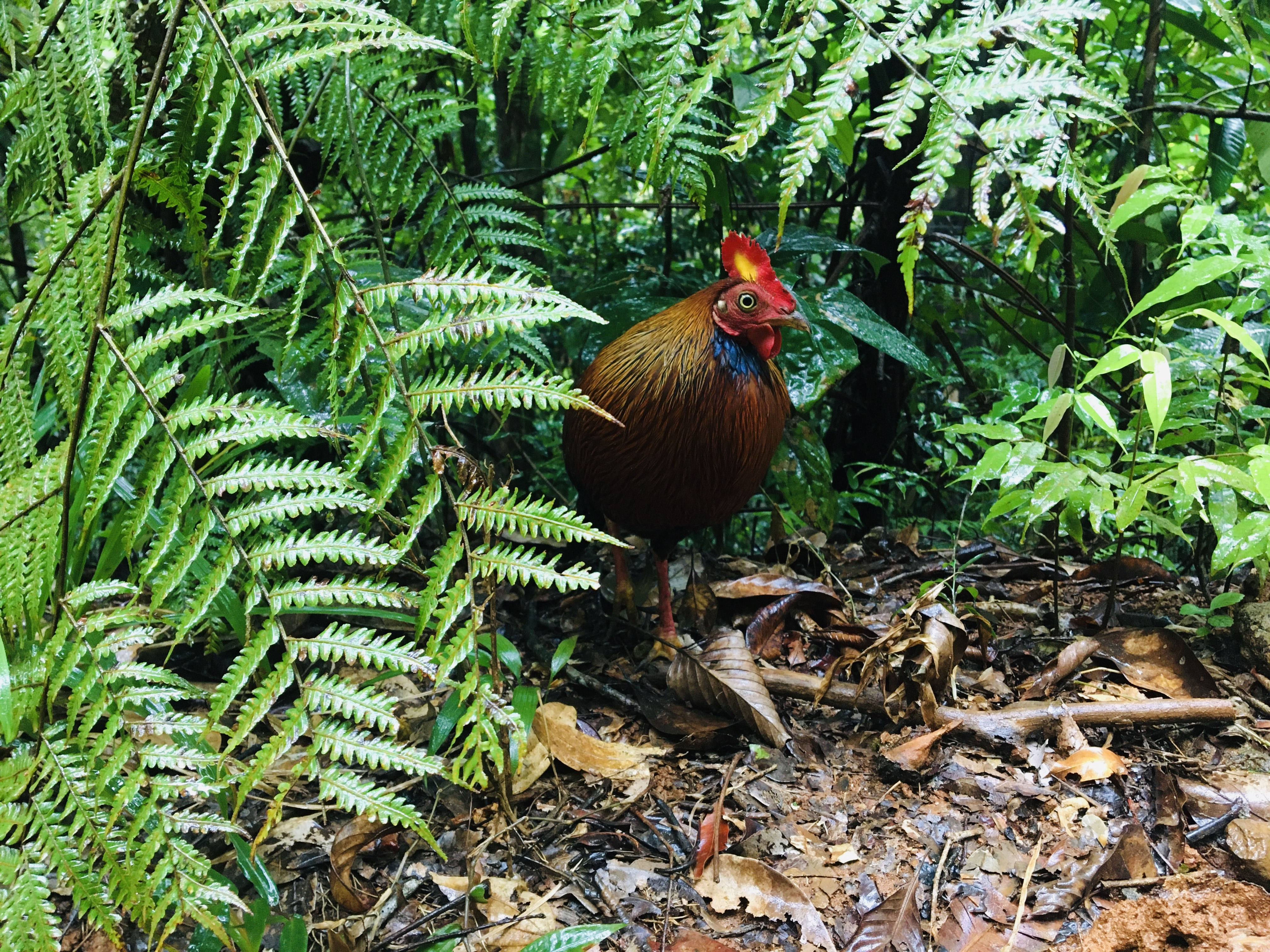
Kohout kura srílanského v přirozeném prostředí srílanského pralesa
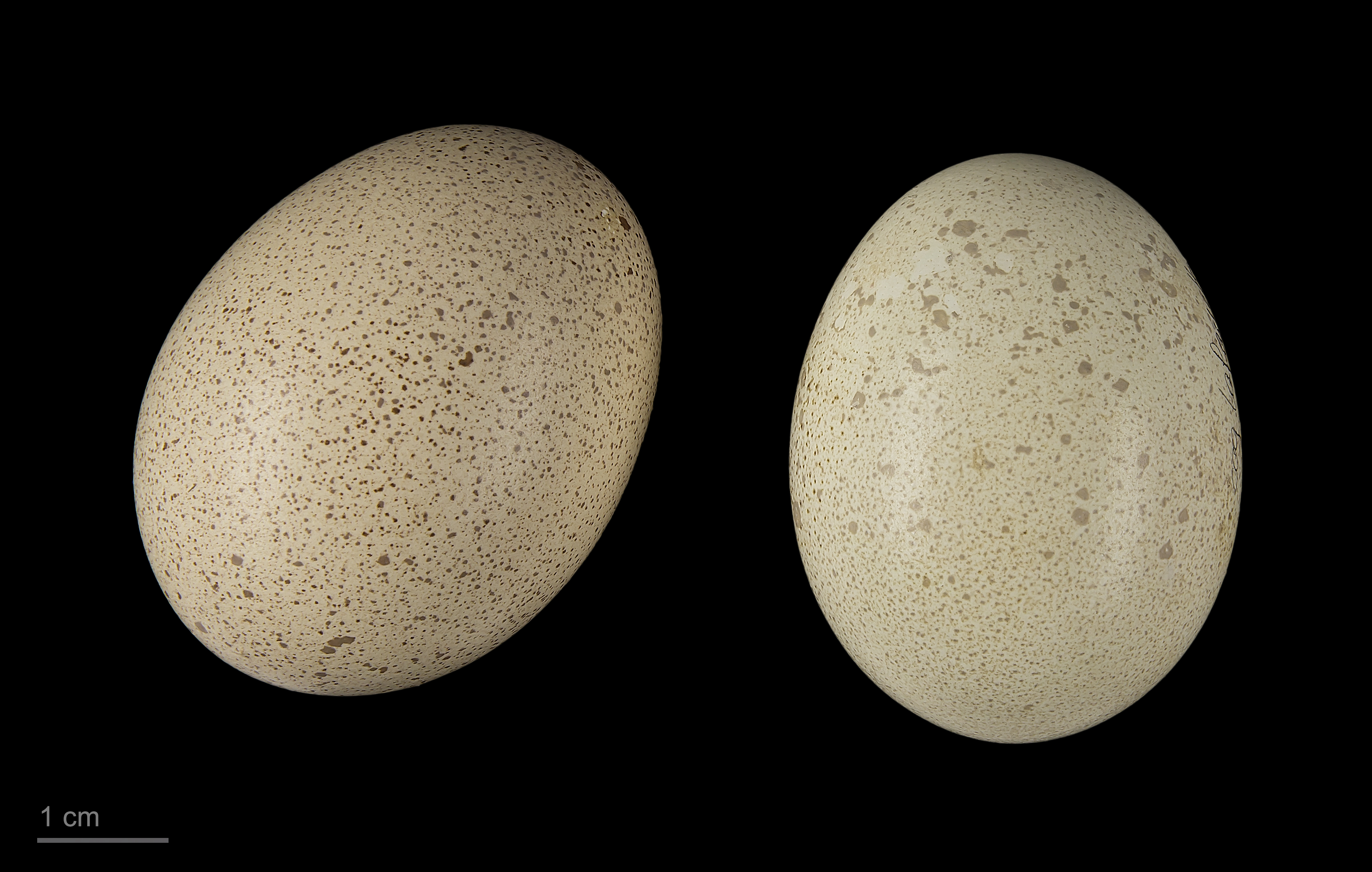
Vejce
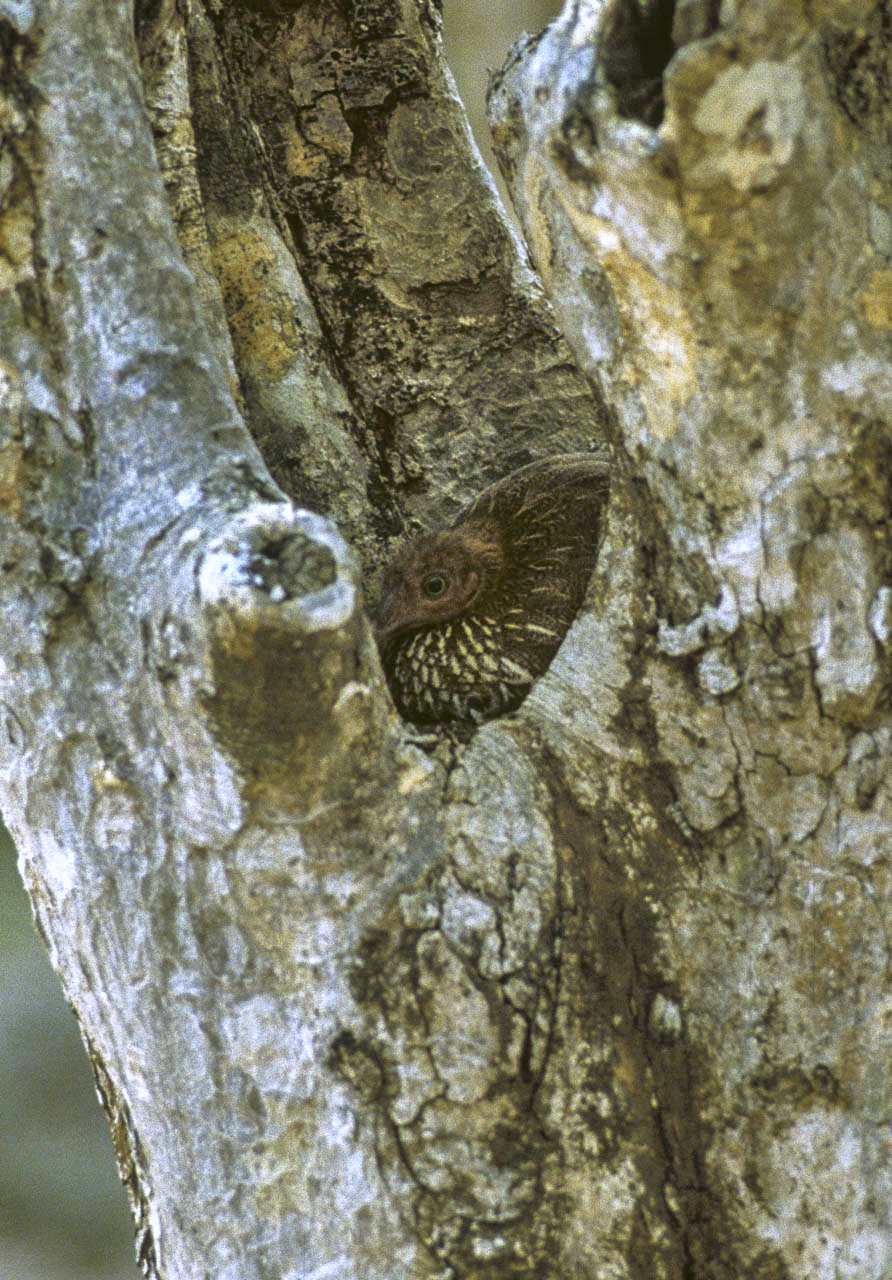
Slipka kura srílanského na vejcích

## Vztah k lidem
Kur srílanský je chován v několika asijských i evropských zoologických zahradách. Jedná se o národního ptáka Srí Lanky.